# ヴァイラーバッハ
ヴァイラーバッハ (独: Weilerbach)はドイツ連邦共和国 ラインラント＝プファルツ州カイザースラウテルン郡にある町村。ヴァイラーバッハ連合自治体 (独: Verbandsgemeinde Weilerbach) の行政庁所在地である。
カイザースラウテルンの北西約11kmに位置する。

## 姉妹都市
- - キングスブリッジ(Kingsbridge) （イギリス ）
- - イシニー＝シュル＝メール(Isigny-sur-Mer) （フランス ）